# Rocco i jego bracia
Rocco i jego bracia (wł. Rocco e i suoi fratelli) – włosko-francuski dramat filmowy z 1960 roku w reżyserii Luchino Viscontiego.
Film opowiada historię pochodzącej z Basilicaty rodziny Parondi po ich przeprowadzce do Mediolanu. W roli tytułowego Rocco wystąpił Alain Delon, a ponadto w obsadzie znaleźli się Annie Girardot, Renato Salvatori, Katina Paksinu oraz Claudia Cardinale. Muzykę do filmu skomponował Nino Rota, a scenariusz napisali Visconti, Enrico Medioli, Suso Cecchi D’Amico, Massimo Franciosa i Pasquale Festa Campanile.
Premiera filmu miała miejsce 6 września 1960 w przedostatnim dniu 21. MFF w Wenecji. Dzień później, podczas rozdania nagród, film zdobył Nagrodę Specjalną Jury (druga co do rangi nagroda festiwalu) oraz Nagrodę Międzynarodowej Federacji Krytyków Filmowych (FIPRESCI).
Rocco i jego bracia został bardzo dobrze odebrany przez krytykę i uchodzi za jeden z najlepszych filmów Viscontiego oraz za jedno z arcydzieł kina włoskiego. Film okazał się także przepustką do wielkiej kariery dla Delona i Cardinale, którzy dzięki niemu osiągnęli wkrótce dużą popularność.

## Geneza tytułu oraz nawiązania do innych dzieł
Tytuł Rocco i jego bracia jest hybrydą nazwy powieści Thomasa Manna Józef i jego bracia oraz imienia Rocco Scotellaro – włoskiego poety, który w swoich dziełach opisywał życie chłopów na południu Włoch. Fabuła filmu zainspirowana została powieścią Giovanniego Testoro pt. Il ponte della Ghisolfa (pol. Most Ghisolfa), a ponadto fragmentami nawiązuje do Idioty Dostojewskiego oraz Józefa i jego braci.

## Fabuła

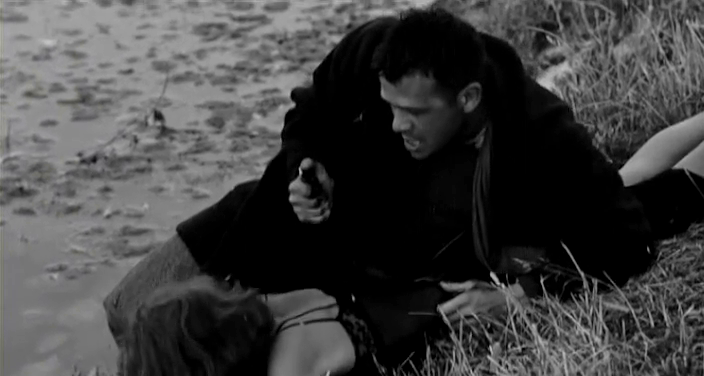
Scena z filmu.

Po śmierci ojca rodzina Parondi – matka Rosaria oraz czwórka jej synów (Simone, Rocco, Ciro oraz Luca), przeprowadza się do Mediolanu z wioski na południu Włoch. Zaraz po przybyciu do miasta, matka wraz z synami odwiedza najstarszego syna Vicenzo w domu rodziców jego narzeczonej Ginetty. Na miejscu Vicenzo informuje matkę o planach ślubu. Rodzina osiedla się w mediolańskiej kamienicy, synowie chwytają się dorywczych prac. W ich życiu pojawia się córka sąsiadów, prostytutka z Cremony Nadia. Gdy rodzina ustatkowuje się, Simone zaczyna karierę bokserską, wikłając się jednocześnie w różne przestępstwa. Sprowadza tym samym problemy na rodzinę, oddalając się od niej. Jego osoba odbierana jest inaczej przez każdego z członków rodziny, młodszy brat Rocco stara się mu pomóc i wyciągnąć go z jego kłopotów. W międzyczasie losy rodziny Parondi komplikują się, a jej członkowie imają się coraz to różnych zajęć i prac.

## Obsada
| Rola             | Aktor             | Głos                |
| ---------------- | ----------------- | ------------------- |
| Rocco Parondi    | Alain Delon       | Achille Millo       |
| Simone Parondi   | Renato Salvatori  | Riccardo Cucciolla  |
| Nadia            | Annie Girardot    | Valentina Fortunato |
| Rosaria Parondi  | Katina Paksinu    | Cesarina Gheraldi   |
| Vincenzo Parondi | Spiros Fokas      | brak danych         |
| Ginetta          | Claudia Cardinale | Luisella Visconti   |
| Ciro Parondi     | Max Cartier       | brak danych         |
| Luca Parondi     | Rocco Vidolazzi   | Alida Cappellini    |
| Duilio Morini    | Roger Hanin       | Gianni Bonagura     |
| Nino Rossi       | Nino Castelnuovo  | brak danych         |
| Alfredo          | Renato Terra      | Renato Terra        |
| Franca           | Alessandra Panaro | Fulvia Mammi        |
| Luisa            | Suzy Delair       | Laura Adani         |
| Cecchi           | Paolo Stoppa      | Paolo Stoppa        |

Źródło: 

## Produkcja
Zdjęcia kręcono w Mediolanie, Rzymie, Civitavecchia, nad jeziorem Fogliano (prowincja Latina) i w Bellagio (prowincja Como).

## Odbiór filmu oraz jego dalsze znaczenie
Premiera Rocco i jego braci miała miejsce podczas 21. MFF w Wenecji, gdzie film walczył w konkursie głównym o najważniejszą nagrodę festiwalu – Złotego Lwa. Choć ta ostatecznie trafiła w ręce André Cayatte’a za film Przejście Renu, Visconti odebrał drugą co do wartości nagrodę festiwalu – Nagrodę Specjalną Jury, jak również nagrodę FIPRESCI.
Rocco i jego bracia uzyskał przychylne recenzje krytyków filmowych. Chwalono rozmach formy, w szczególności zdjęcia Giuseppe Rotunno, oraz zawartą w filmie krytykę stereotypów męskości. Niektóre negatywne opinie podkreślały nadmiar emocji i brak subtelności w scenach kulminacyjnych. Na portalu Rotten Tomatoes, który agreguje recenzje zrzeszonych wokół ów portalu krytyków, film utrzymuje 91% pozytywnych recenzji z 23 napisanych (oznaczone jako świeże), oraz średnią ocenę w wyniku 8,1/10. Amerykański krytyk oraz twórca przewodników i kronik filmowych, Leonard Maltin przyznał filmowi 3,5 gwiazdki na 4 możliwe. Pisał o tym, że film Viscontiego jest „zamaszystą i pięknie sfotografowaną przez Giuseppe Rotunno opowieścią o rodzinnej lojalności, wątpiącą w istotę niewinności”.
Po latach od premiery film uzyskał wielkie uznanie zarówno krytyki, jak i światowych twórców kina i uchodzi za jedno z największych osiągnięć twórczych Viscotniego. Zauważono szczególny wpływ filmu na twórczość takich reżyserów jak Michael Cimino, Francis Ford Coppola, czy Martin Scorsese. Burzliwa relacja braci oraz styl reżyserii scen walk bokserskich w filmie Viscontiego zainspirowały Scorsese przy tworzeniu Wściekłego Byka, z kolei do scen rodzinnych i ich włoskiego klimatu nawiązywał Coppola w Ojcu chrzestnym, do którego muzykę skomponował częsty współpracownik Viscontiego, Nino Rota. Na światowych listach najlepszych filmów wszech czasów Rocco i jego bracia pojawia się regularnie. W głosowaniu pisma Sight & Sound (2012) dzieło Viscontiego wyróżniło 7 krytyków (235. miejsce) oraz 6 reżyserów (107. miejsce). Na stronie TSPDT, która agreguje różne listy najlepszych filmów w historii, tworząc własny ranking tysiąca najlepszych, Rocco i jego bracia zajmuje 171. miejsce, będąc drugim najwyżej sklasyfikowanych dziełem Viscontiego, zaraz za Lampartem.